# Avantia Damberg

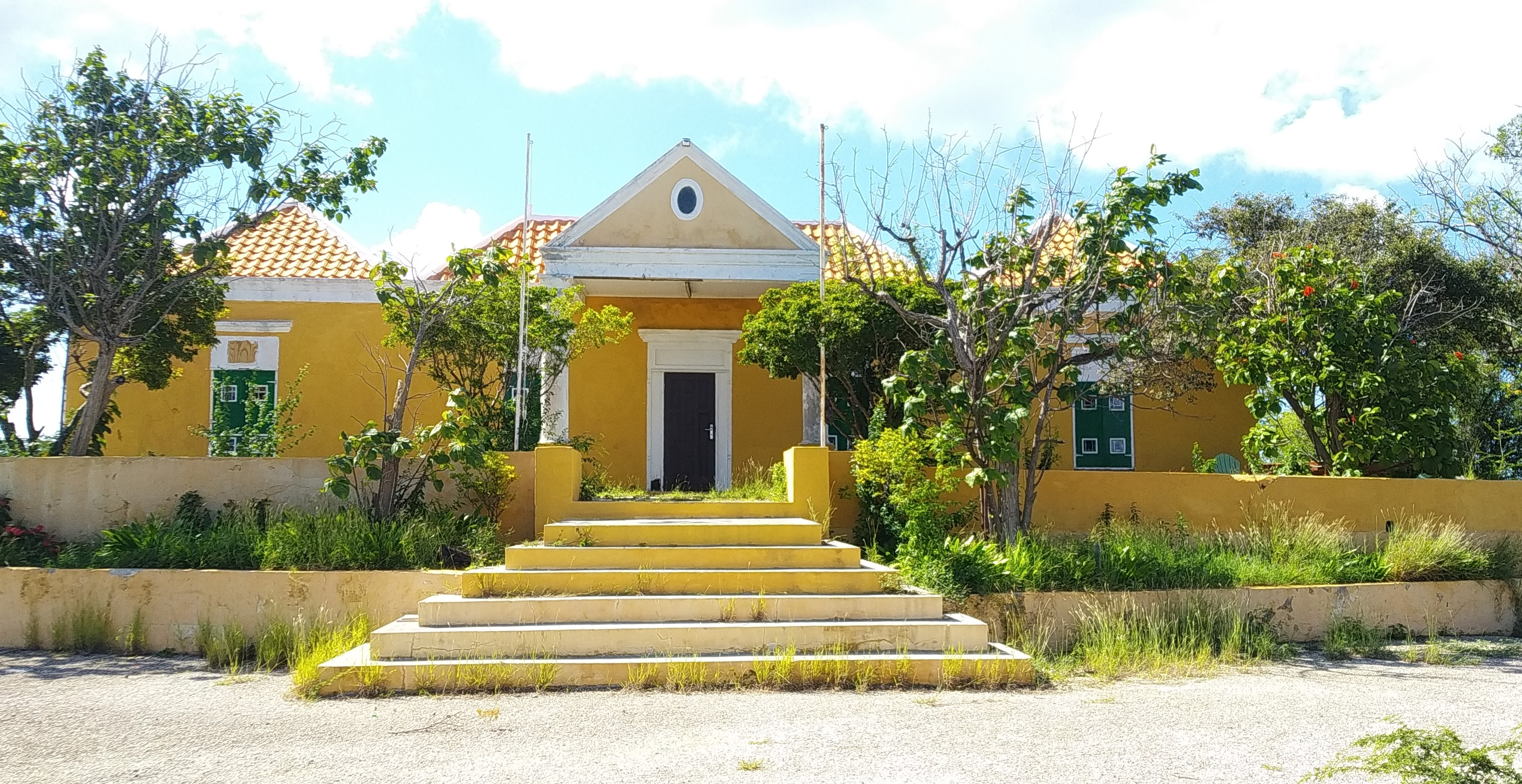
Landhuis Brakkeput Ariba

Avantia Melvina Amanda Damberg (Leeuwarden, 1977) is een Curaçaos beeldend kunstenaar.

## Leven en werk
Avantia Damberg haalde in 2007 een Bachelor of Arts aan de Gerrit Rietveld Academie. Haar korte film 1 Zone uit 2007 werd geselecteerd voor het Nederlands Film Festival. Na haar afstuderen werkte zij enkele jaren in de culturele sector in Amsterdam, onder meer in het Virtuele Museum aan de Zuidas. In 2008 begon haar loopbaan als beeldend kunstenaar. In 2012 verhuisde zij naar het land van haar ouders, Curaçao.
In haar werk viert zij de Curaçaose of Caribische identiteit in kunstvorm. Zij is van mening dat kunst mensen  op een anders spoor kan zetten. “To me, art is an outlet and a representation of what is going on in our society. At least that is what I would prefer it to be. Art should reflect our interests and concerns.”
In 2021 werkte zij bij keramist Lies Huet in cultureel centrum de Blokhuispoort in Leeuwarden als artist in residence voor de expositie Open Stal 2021. Haar werk voor deze expositie bestond uit 21 vazen beschilderd met taferelen van de gewelddadige dood van vijftien Chinese arbeiders tijdens een oproer in Suffisant op Curaçao in 1942. In 2022 werd van dit werk een solo-expositie gehouden in het Curaçaosch Museum. In mei 2022 en oktober 2023 was zij artist in residence op het eiland Belle-Île-en-Mer in Bretagne. 
Damberg exposeerde in Curaçao, Amsterdam, Arnhem, Parijs, Tallinn, Madrid, Mexico City, Berlijn en Miami. 
In januari 2022 sloot zij een overeenkomst met de stichting Johannes Bosco: landhuis Brakkeput Ariba werd de komende tijd haar atelier.

### Animaties
Tijdens de opleiding aan de Rietveld Academie was Dambergs specialiteit het maken van animaties. Ook na haar afstuderen maakte zij een reeks animaties, maar in 2014 moest zij daarmee stoppen omdat zij lichamelijke klachten kreeg door het gebruik van de laptop en omdat het niet langer te combineren was met haar dagelijks leven. Tijdens de Open Ateliers Zuidoost in de Bijlmer in 2021 maakte zij samen met Ailsa Anastatia de animatievideo Nigra Videri / Black to be Seen. Deze video werd vertoond bij de opening van het Black Magic Woman Festival in het Bijlmer Parktheater.

### Beelden en installaties
Damberg werkt graag met teksten. Haar eerste grote, openbare werk was Map of Curaçao, een reliëf in de vorm van het eiland, waarop in elke regio de daar vandaan komende familienamen staan. De eerste versie, met de namen op tweehonderd gebogen strookjes papier, maakte zij in 2014 voor de tentoonstelling Exploring the past to envisage the future. Het werk had een audioloop: alle namen werden voorgelezen en de toeschouwer kon in een doos zijn of haar familienaam en woonplaats deponeren. Het bracht een boodschap van saamhorigheid en gelijkwaardigheid over. Voor het bevolkingsregister (Kranshi) maakte zij in 2016 een tweede versie, met de namen op keramische tegeltjes. In de beeldentuin van het Blue Bay resort staat sinds 2017 Map of Curaçao III, gemaakt van natuursteen met de namen op stukjes koraal.
In 2022 maakte zij voor het Wereldmuseum Amsterdam de installatie Curaçao Layers. In het boek Onze koloniale erfenis van Uitgeverij Lannoo verscheen naar aanleiding daarvan het interview Een onvoltooid gesprek met Avantia Damberg van Wendeline Flores. Inner Circle uit 2017 werd in 2023 opgenomen in de permanente collectie van het Stedelijk Museum Schiedam. 

### Postzegels
In 2016 kreeg Damberg van Cpost de opdracht een serie postzegels te ontwerpen. Zij gebruikte  hiervoor de oudste grafische ontwerpen van Curaçao, de rotstekeningen en versieringen op keramiek van de eerste bewoners, de Caquetios. In 2019 kreeg dit een vervolg met het ontwerpen van een serie met als thema klassieke musici van Curaçao, en twee sets rond historische gebeurtenissen, Trinta di mei (vijftig jaar geleden) en Dia di Bandera (35 jaar geleden). In 2023 ontwierp ze een serie ter gelegenheid van de afschaffing van de slavernij (160 jaar geleden), met bijbehorend souvenirvel. Het ontwerpen van de postzegels was een droom die uitkwam. Als kind spaarde zij postzegels en was ze lid van de postzegelclub van jeugdclub De Tamarijn. Op de lagere school mochten de leerlingen elk jaar een tekening maken voor de kinderpostzegel, maar tot haar teleurstelling werd haar tekening nooit gekozen.

### Collages
In haar digitale collages Life stages uit 2017 beeldt zij de grote invloed uit van de olieraffinaderij Isla op het sociale en politieke leven van Curaçao. Zij gebruikte hierbij verschillende materialen, gelijmd op een keramische tegel en geglazuurd. Datzelfde jaar maakte zij de serie Women of Curacao, van vooral vrouwen van kleur, en een serie zelfportretten met gemanipuleerde selfies. Ter gelegenheid van de expositie Een vlucht naar Curaçao in 2023 kwam Life stages in bruikleen bij het Stedelijk Museum Schiedam.

### Muurschilderingen
Op verzoek van een winkelier in Punda maakte Damberg een interactieve muurschildering van engelenvleugels, Punda Wings in de steeg Angel Job. De steeg was vervuild en mensen voelden zich er onveilig. Voorbijgangers kunnen er foto's van zichzelf als engelen maken. Op een Instagramaccount kunnen de foto's geplaatst worden met een hashtag. In dezelfde steeg maakte zij later de muurschildering Hidden heroes, samen met Alena Davidovich.
Ter gelegenheid van het Kaya Kaya festival van december 2018 werd Damberg uitgenodigd een nieuwe trap te beschilderen met geometrische patronen. Zij noemde het de Colorful Steps of Otrobanda. In 2023 is de trap betegeld. In 2023 heeft zij samen met kunstenaar Lena Davidovich twee trappen aan de Dolingadreef in Amsterdam-Zuidoost gerealiseerd. 

### Afbeeldingen

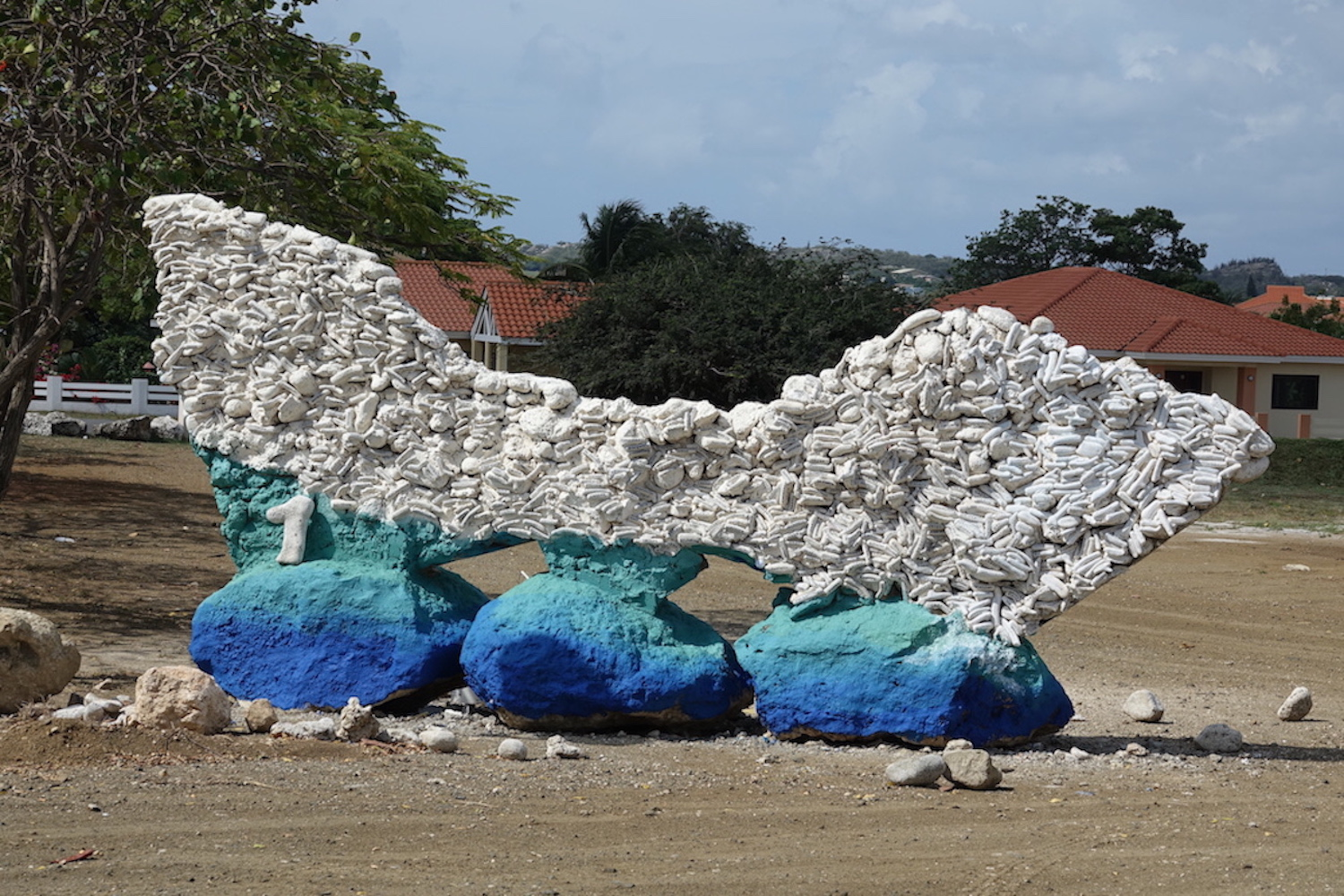
Beeld Map of Curaçao III, 2017
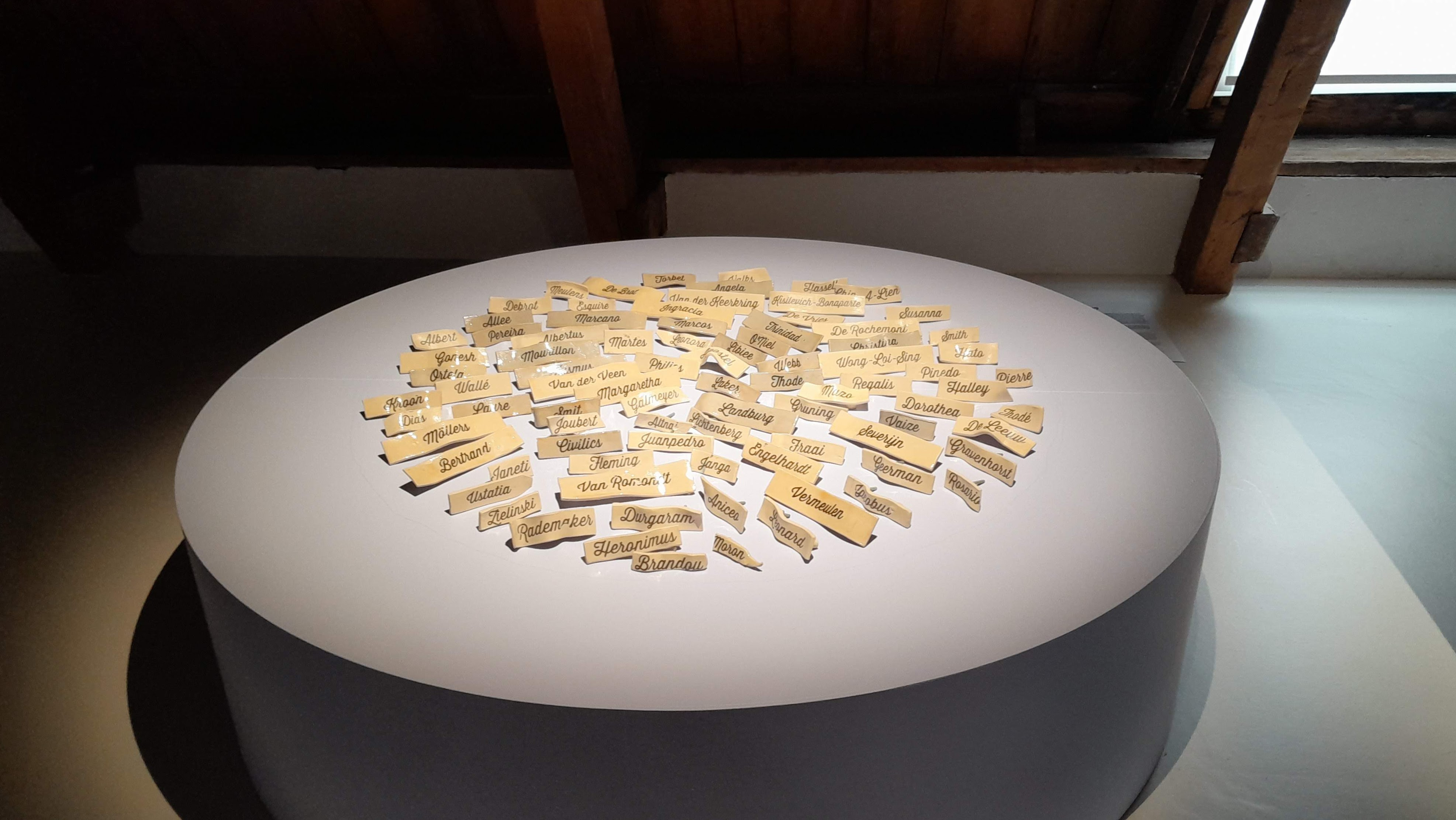
Inner Circle, 2017
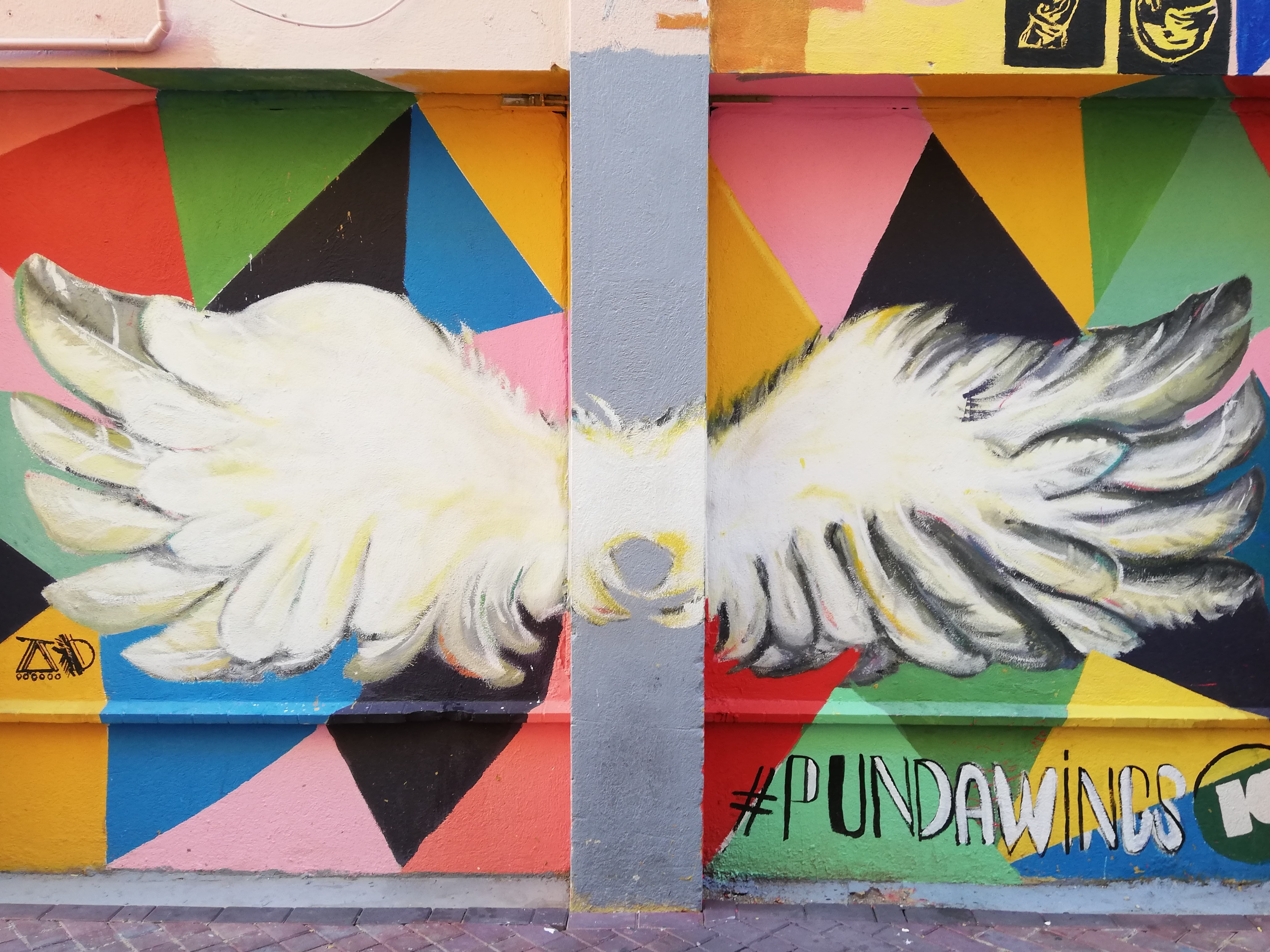
Muurschildering Pundawings, 2017
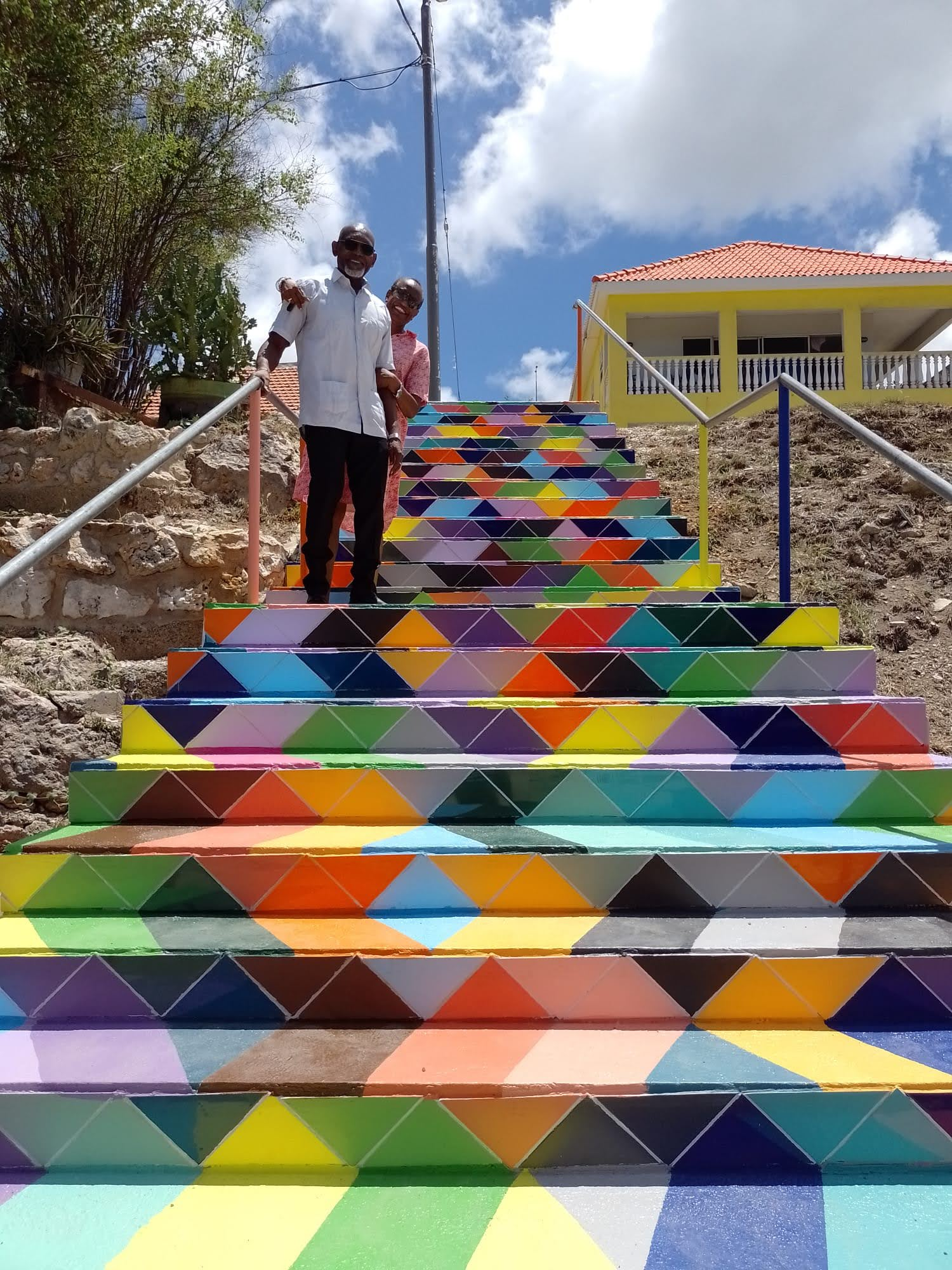
Colorful Steps of Otrobanda, 2018/2023
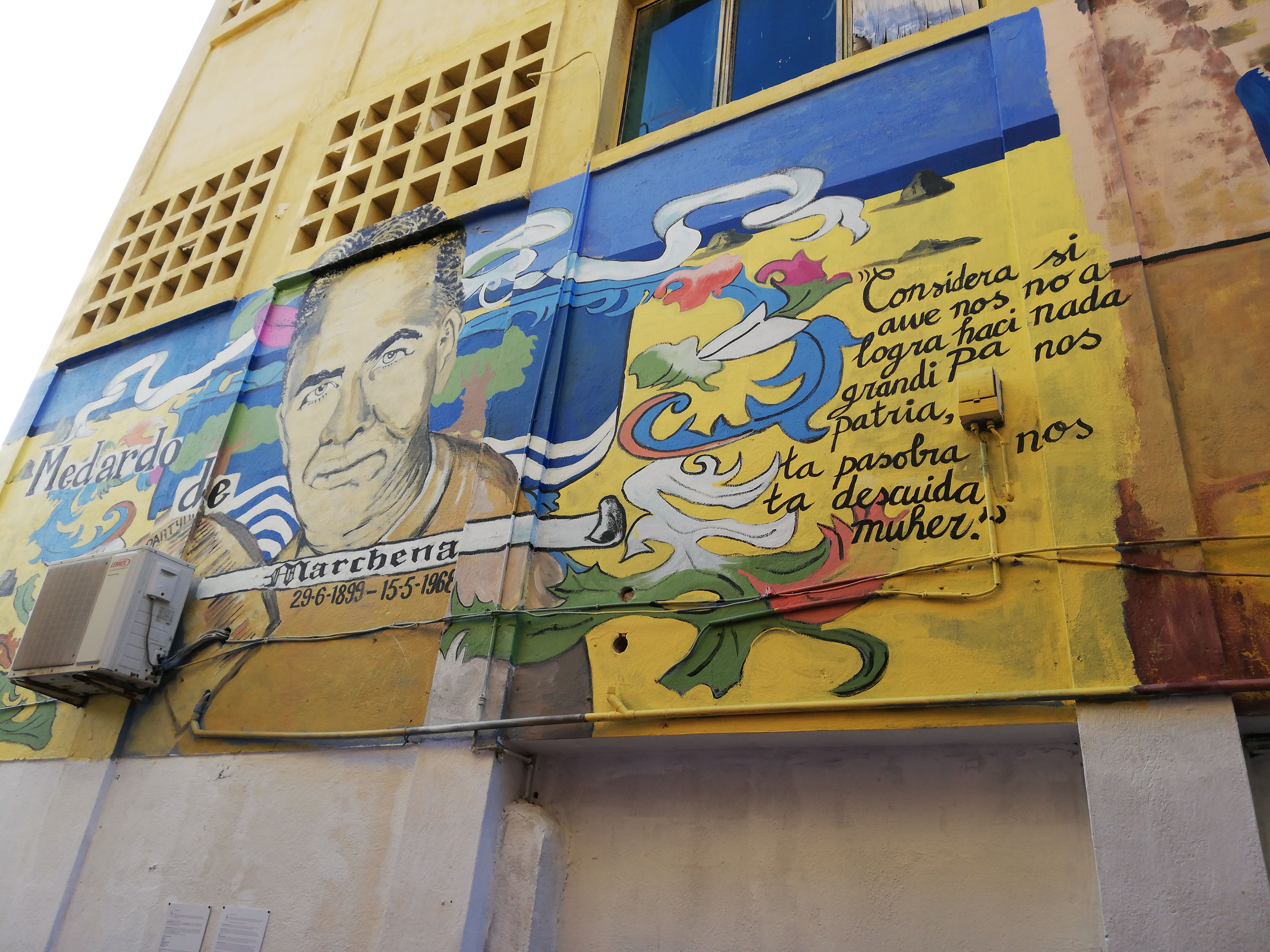
Muurschildering Hidden hero Medardo de Marchena, 2019
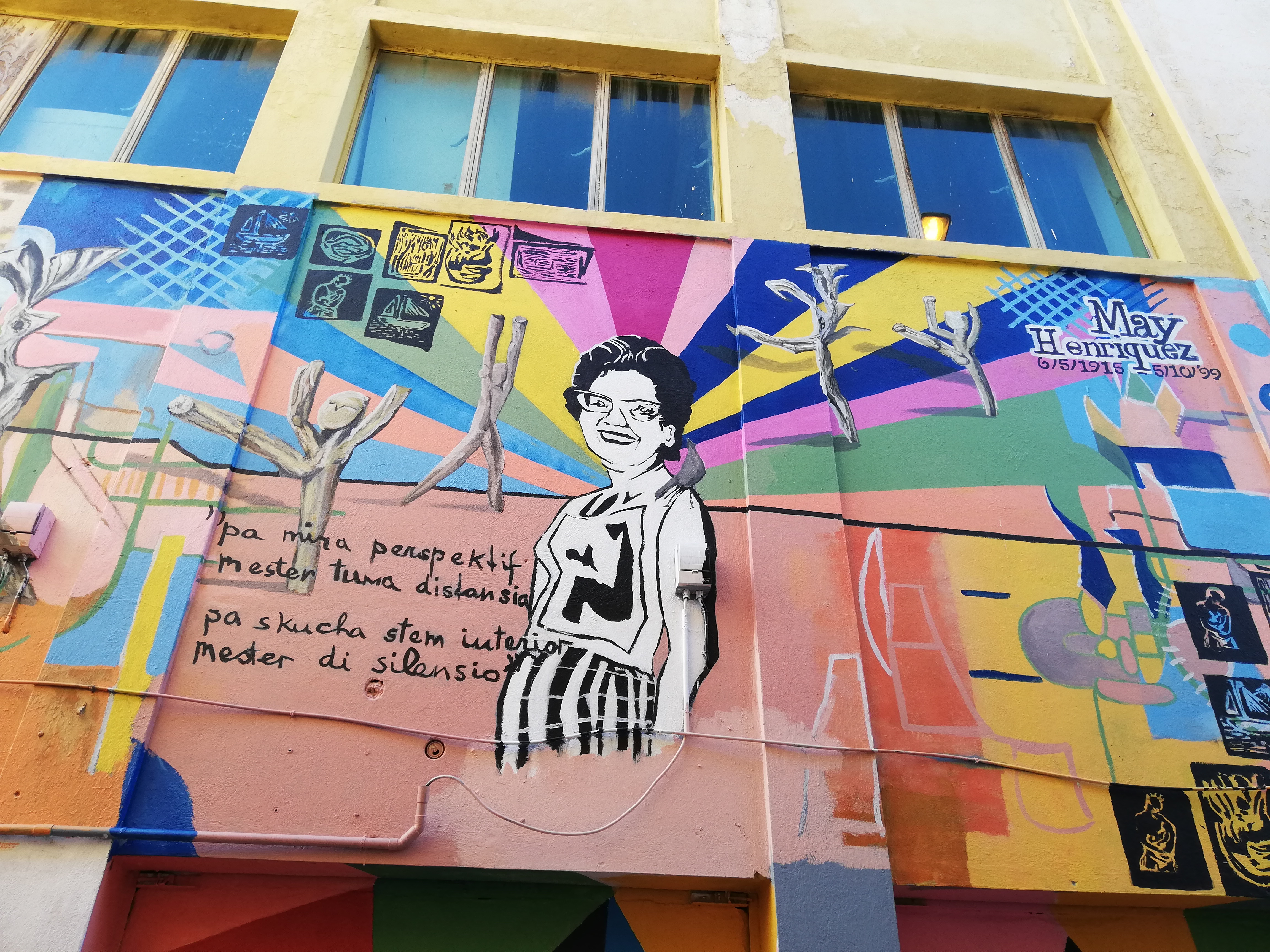
Muurschildering Hidden hero May Henriquez, 2019
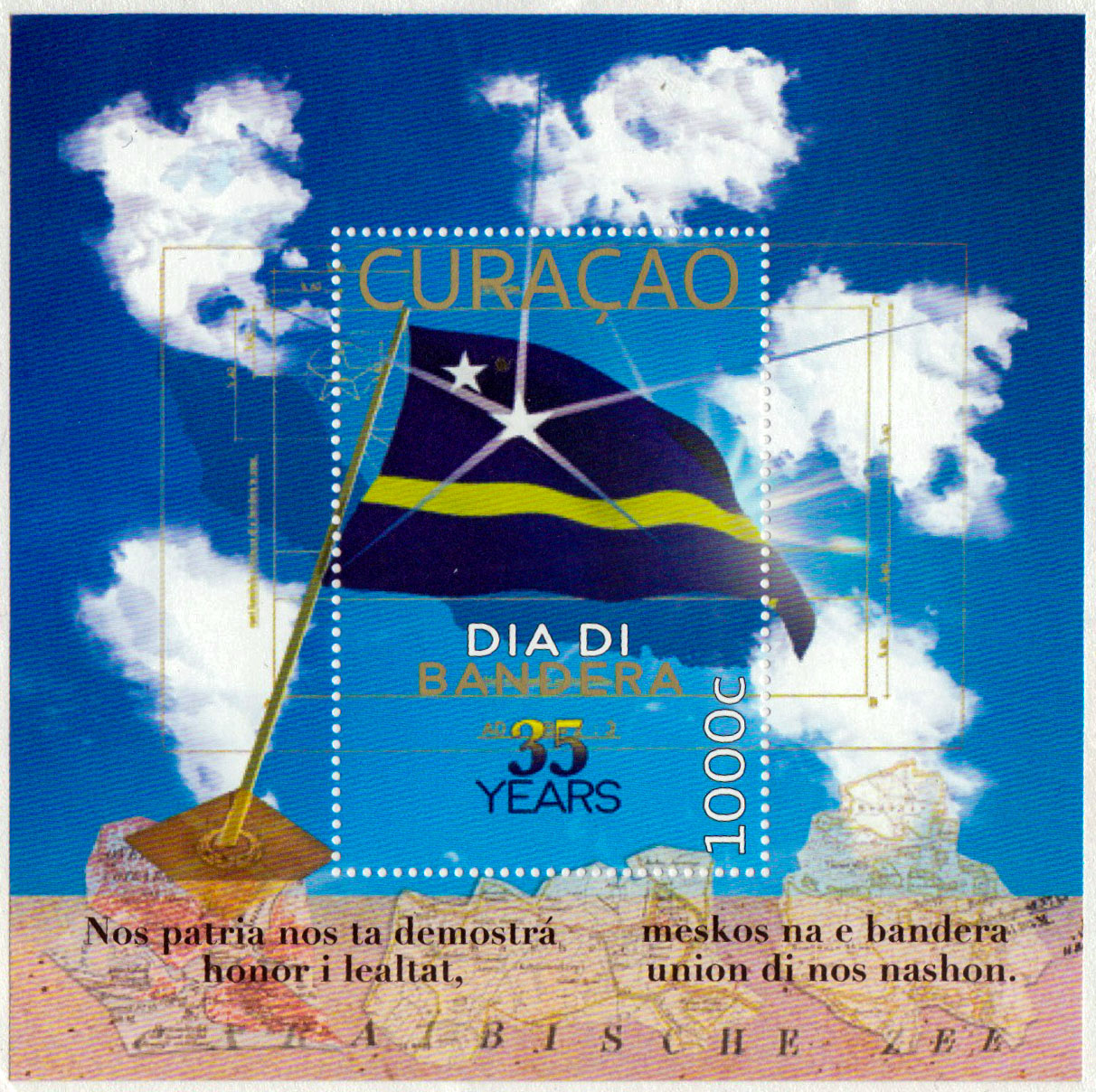
Postzegel Dia di Bandera, 2019
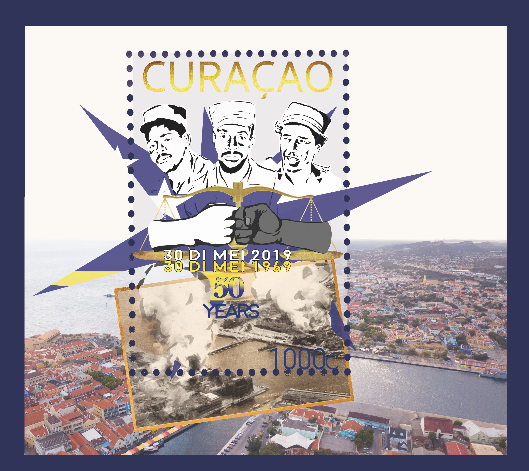
Postzegel Trinta di mei, 2019
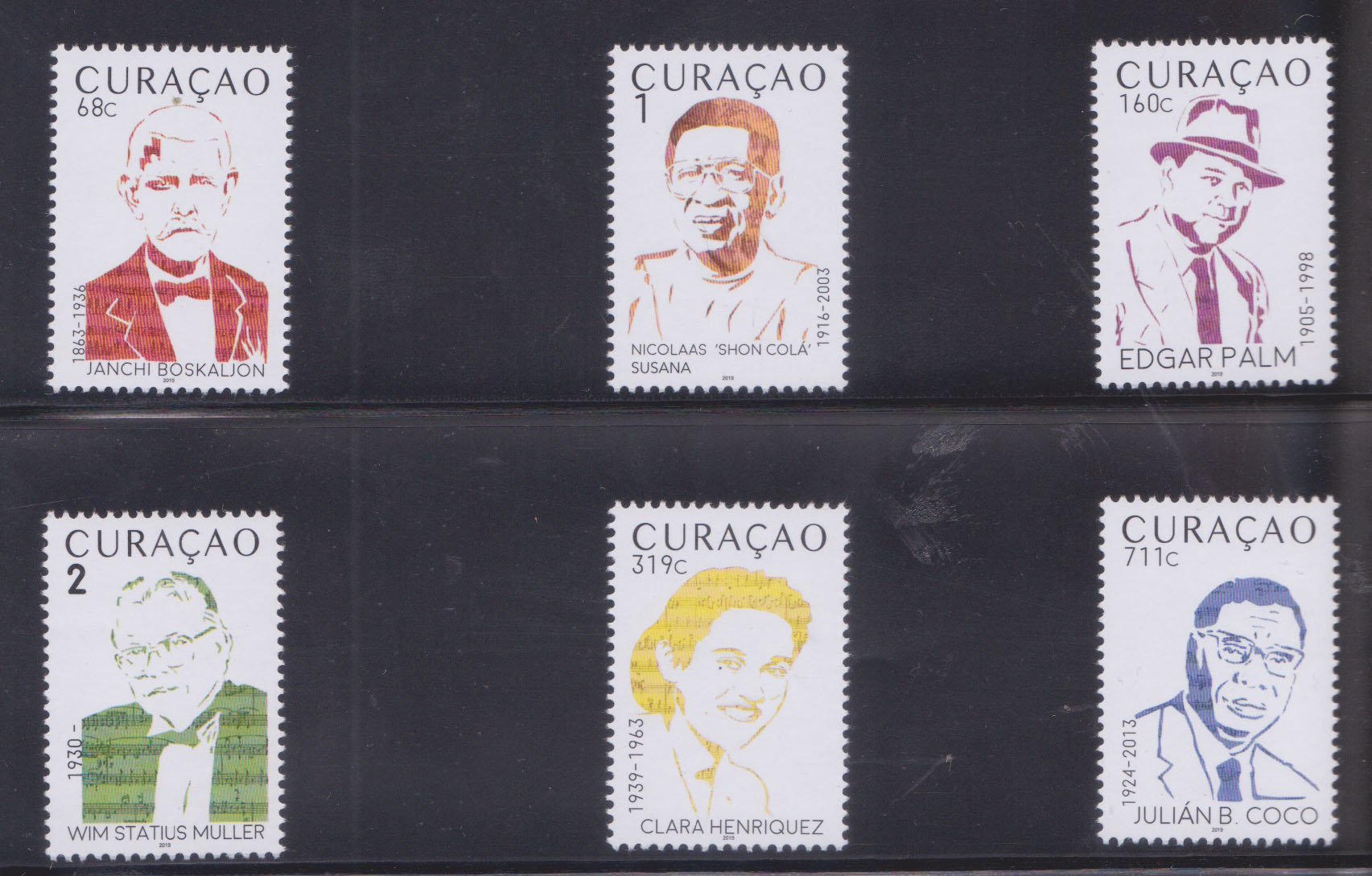
Serie postzegels Curaçaose musici, 2019
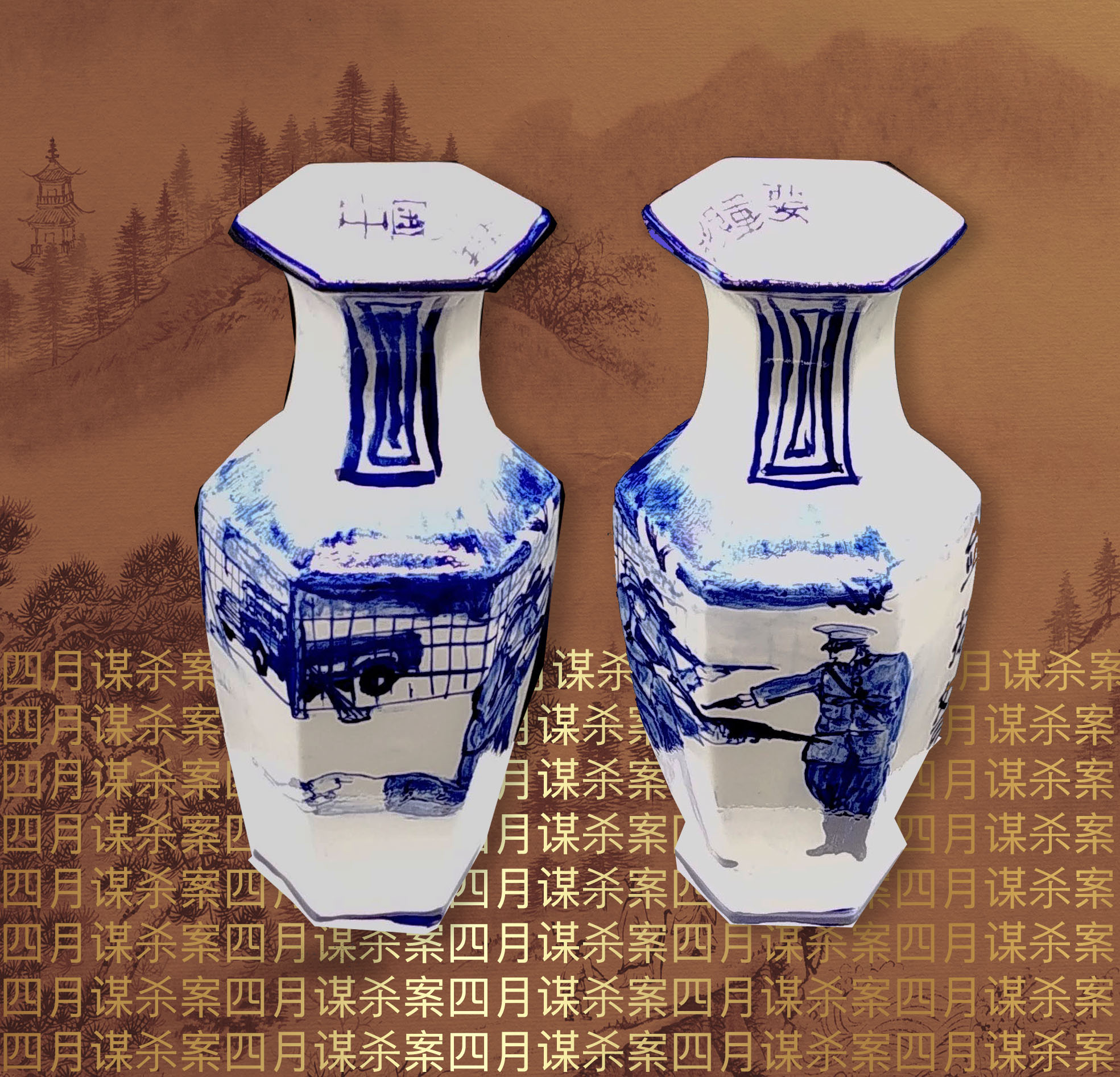
Vaas Asu Sen Cheng, 2021
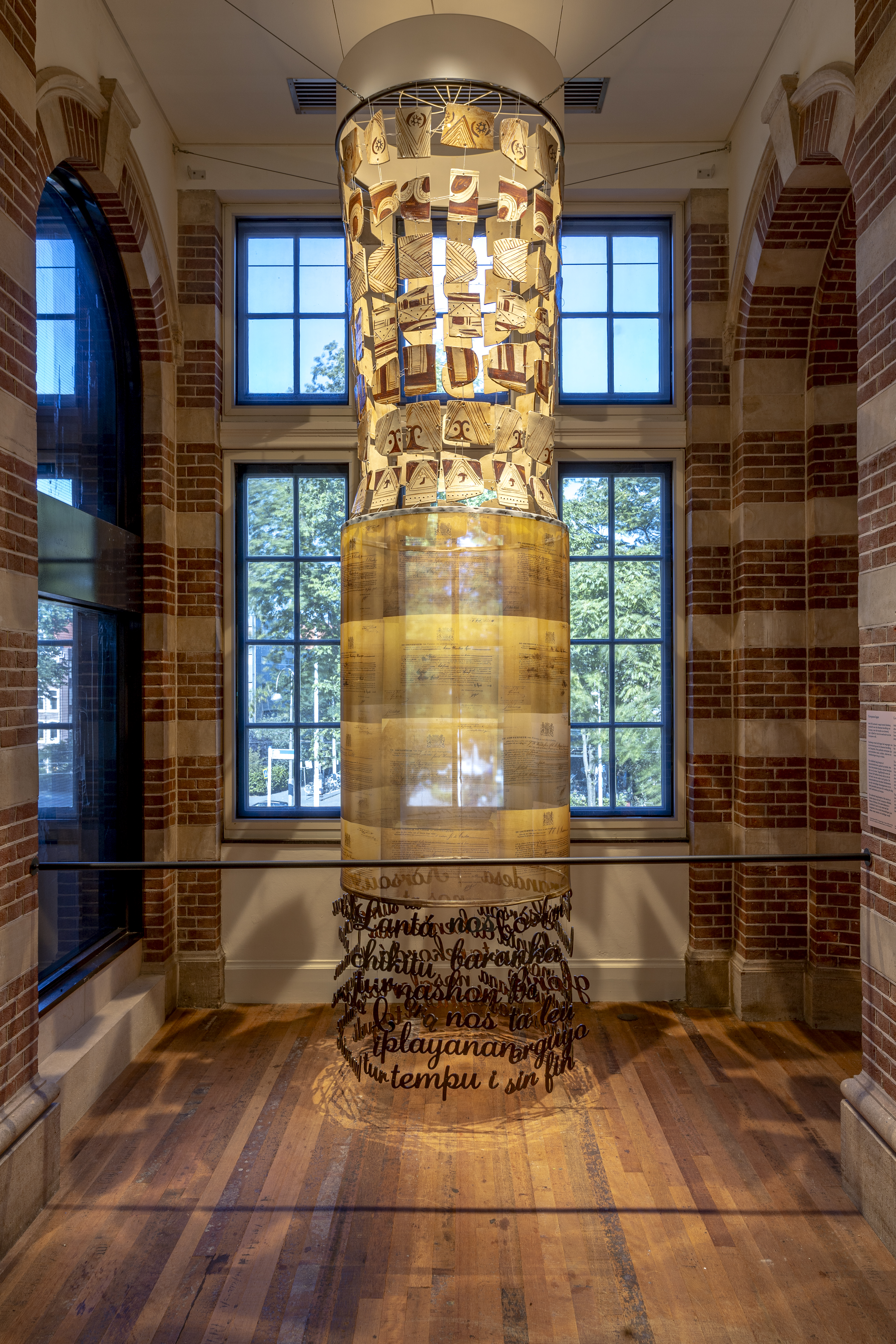
Curaçao Layers, 2022
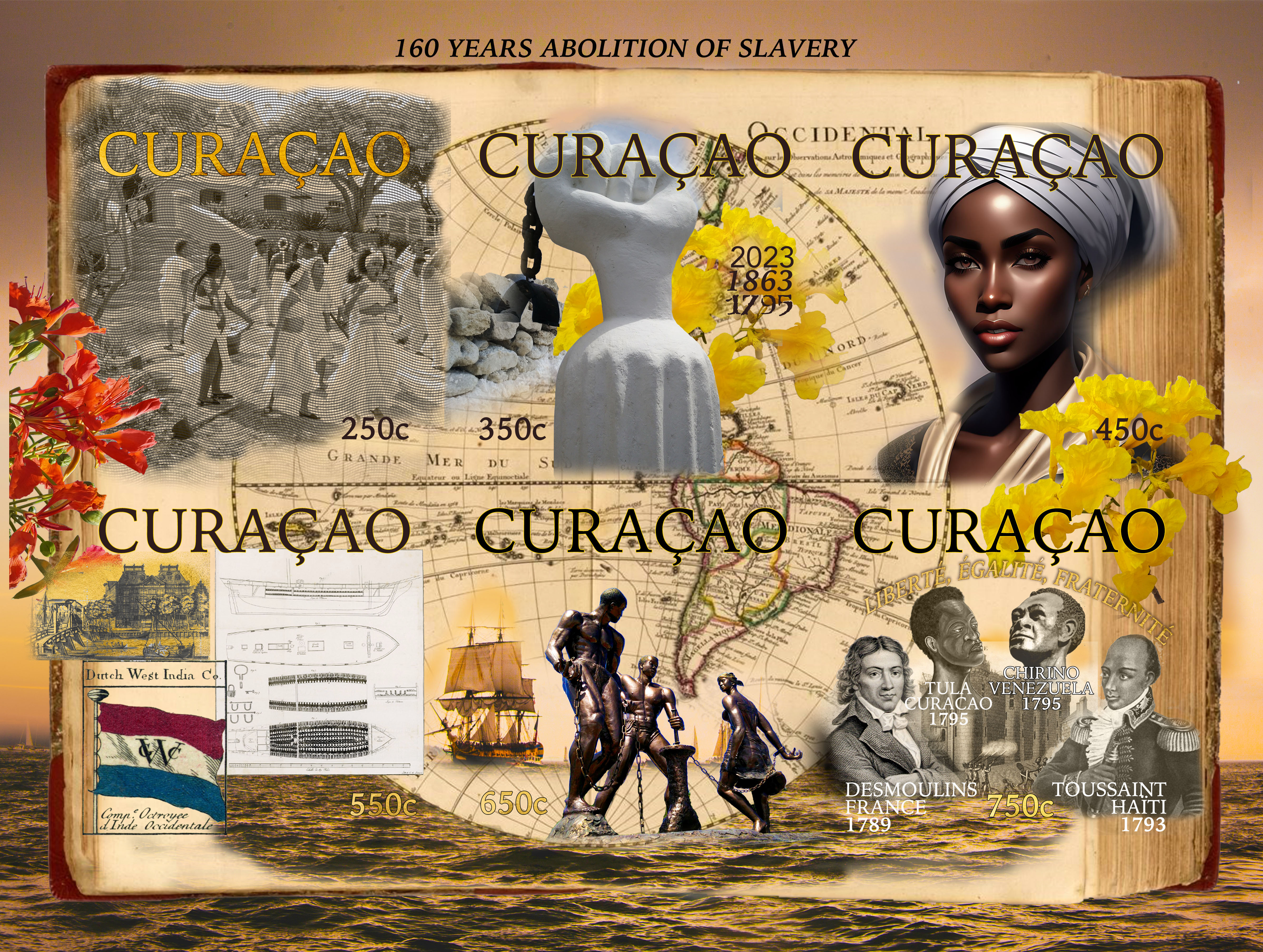
Souvenirvel zes zegels Slavernijverleden, 2023
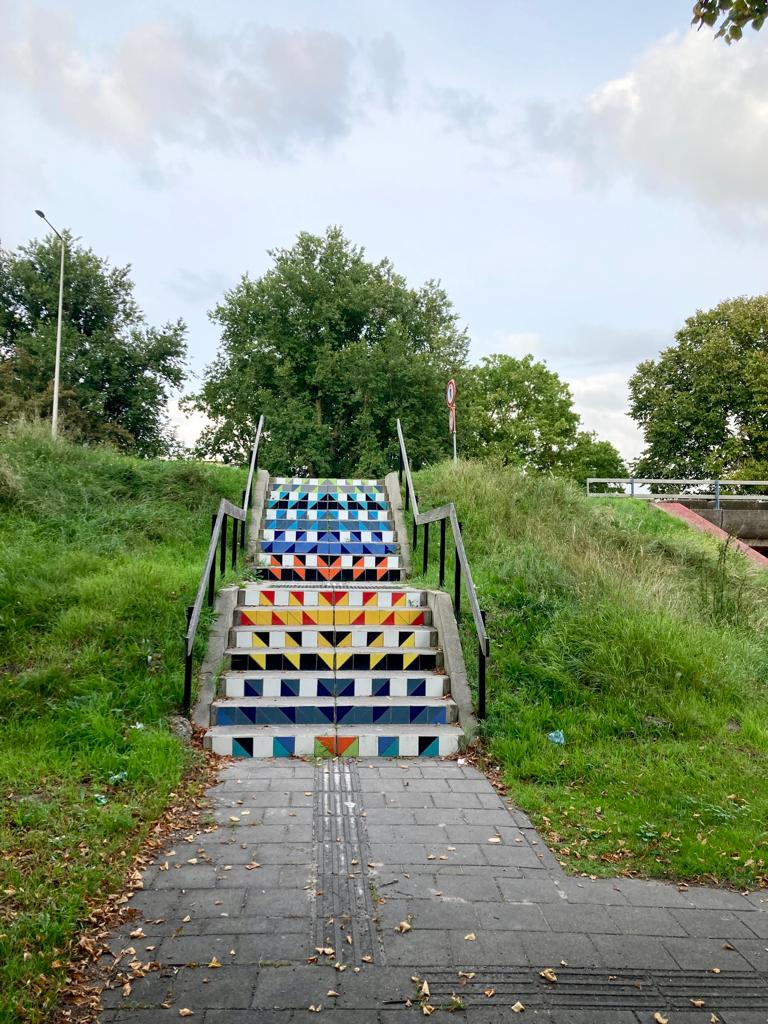
Trap Dolingadreef, 2023